# Conde Caín
Conde Caín (伯爵カインシリーズ Hakushaku Kain Shirīzu?), también conocida como La saga de Caín, es una serie de manga escrita e ilustrada por Kaori Yuki. La obra se divide en cinco partes, las cuales son los cinco volúmenes. Más tarde, se publicó una secuela llamada God Child (ゴッド チャイルド Goddo Chairudo?), que continuó narrando la historia.
La serie tiene lugar en un universo ficticio con un contexto basado en el estilo steampunk, similar a Inglaterra durante el siglo XIX, en la Época victoriana, más exactamente. La historia se centra en un joven conocido como Caín Hargreaves, quien mientras resolvía unos extraños asesinatos descubre una organización secreta llamada Delilah, que pertenecía a su padre Alexis, en la cual se hacían diabólicos experimentos para revivir a los muertos.
El manga comenzó a publicarse en 1992 por la editorial Hakusensha en la revista quincenal japonesa de manga shōjo Hana to Yume, hasta que llegó a su final en 1994 con el quinto volumen. La secuela, God Child, se comenzó a difundir en el 2001 hasta el 2004 con ocho volúmenes que dieron final a la obra y con un total de trece volúmenes recopilados en tankōbon; el manga también ha sido adaptado a dos CD drama. La versión en español del manga fue publicada por la editorial Editores de Tebeos en España.
Yuki comentó que fue influenciada por las películas de la cultura occidental, por lo que la serie contiene alusiones. La saga de Caín ha recibido diferentes elogios y críticas por medio de varias publicaciones. Algunos revisores consideran que los misterios fueron bien realizados, mientras que otros mencionaron que el arte era muy «crudo» y que las historias fueron confusas; sin embargo, la secuela, God Child, fue más elogiada.

## Argumento

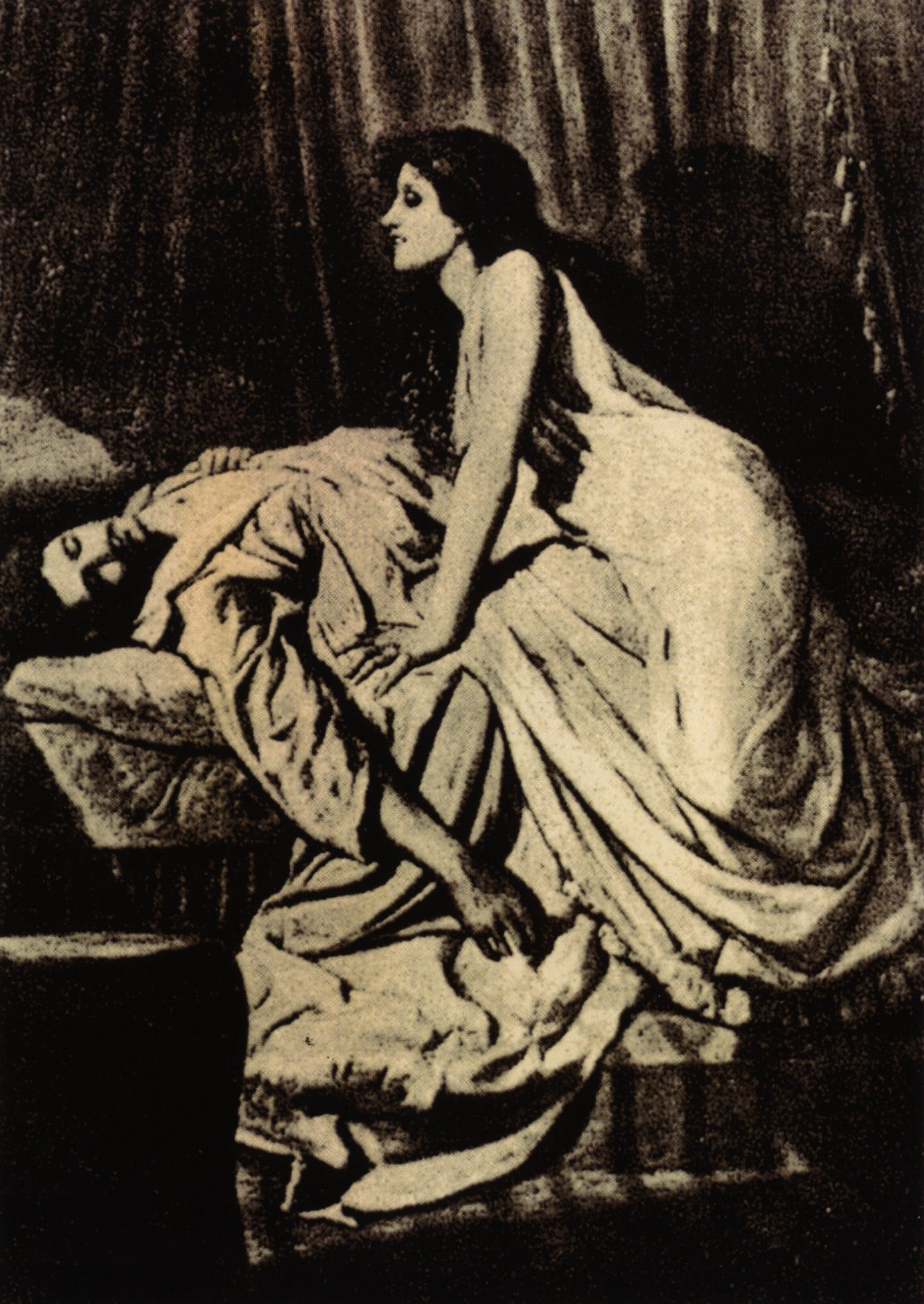
En la serie, las resurrecciones que hacía la organización secreta del padre de Caín sólo se podían mantener subsistiendo al consumir sangre fresca y órganos de otras personas, como los vampiros.

La historia se centra en Caín Hargreaves, quien es el hijo de los hermanos Alexis y Augusta Hargreaves. Durante su infancia, Caín fue maltratado por su padre, el cual lo azotaba diariamente mientras les daba órdenes a sus sirvientes de ignorarlo; a pesar de ello, Caín se hace amigo de un servidor, Riff Raffit. Posteriormente, Caín reconoce que su padre lo despreciaba y por ende comienza a estudiar sobre venenos, ya que pensaba envenenarlo. Cuando visita a su madre en secreto, ésta lo confunde con su esposo y salta por la ventana. Después de lo ocurrido, Augusta le advierte que tiene que escapar de Alexis. Luego, Caín vuelve a casa y envenena a su padre y antes de este morir, lo maldice para que el resto de su vida sea miserable. No obstante, Caín hereda el título de conde como consecuencia.
Años más tarde, Caín resuelve unos extraños asesinatos con ayuda de Riff y en el proceso recoge algunos venenos. Durante la resolución del misterio, Caín adopta a Mary Weather, una joven que creía era su media hermana. Asimismo, encuentra a su medio hermano, Jezebel Disraeli, que formaba parte de una organización secreta llamada Delilah, en la que se hacían experimentos para revivir a los muertos. Por medio de este, Caín descubre que Alexis aún se encontraba con vida y se había convertido en el líder de dicha organización. Cuando la mujer a quien Caín amaba muere, el cuerpo de ésta fue resucitado por Delilah como una «muñeca», pero subsistía sólo con sangre fresca y órganos de otras personas, por lo que Caín decide finalizar con ella matándola.

### Secuela
Acompañado por Riff, Caín sigue resolviendo los extraños asesinatos, pero luego Jezebel secuestra a Riff. Posteriormente, después de encontrar a otra muñeca que había servido como pruebas para Alexis —esta vez a su media hermana fallecida, Suzette—, Caín se obsesiona con la destrucción de la organización. Mientras tanto, Jezebel por medio de unas inyecciones trataba de postergar la «otra personalidad» de Riff, el cual más tarde le comenta a Caín que en secreto trabajaba para la organización secreta, ya que Alexis le había implantado una «falsa personalidad» por medio del control mental con la intención de desarrollar un gran vínculo con Caín para luego simplemente romperlo. Caín se dirige a la torre de un templo donde se encontraba Alexis, quien planeaba sacrificar a todas las personas de Londres para revivir a Augusta. Dentro de la torre, Riff revela su intención de derrocar a Alexis e intenta asesinarlo, pero Jezebel se interpone y termina gravemente herido. Alexis divulga que Riff no era más que otro sujeto de pruebas y que pronto moriría. Riff ataca a Caín, pero su personalidad leal a este último surge, por lo que Riff se dispara deliberadamente a sí mismo con tal de mantener viva esta personalidad suya y para luego rogar a un agonizante Jezebel más tiempo para proteger a Caín. Jezebel acepta y le da su sangre para otorgarle un día más de vida. Por su parte, Caín logra envenenar a su padre y madre, mientras la torre se comenzaba a desmoronar. Al darse cuenta de que no podía escapar, herido por la caída de escombros, Caín se reúne con Riff y le da un abrazo mientras se derrumba la torre sobre ellos.

## Temáticas
La temática principal que se nota en la serie es la de una «infancia destruida», la cual es representada por los niños maltratados o por los artículos de niños, como las «muñecas» y los títeres que desempeñaban un rol en algunos de los asesinatos de la organización Delilah. La serie también se centra en el destino trágico de los personajes y cómo su sufrimiento hizo su crueldad comprensible. En sus obras, Kaori Yuki utiliza con frecuencia el «poder del amor» como temática; en la secuela, God Child, la autora se centralizó en «el lado más oscuro del amor y a los extremos que éste puede llegar». Asimismo, la obra se centra en la fuerza que puede llegar a dar el sentimiento, como se muestra cuando Caín finalmente rechaza las creencias de su padre de que era un «hijo maldito» y el aumento de fuerza que le había dado para darse cuenta de que podría ser más listo que Alexis. Otra temática que se presenta en God Child es la traición, un ejemplo de ello es cuando Riff traiciona a Caín y este último causa la muerte de un miembro de Delilah.

## Personajes principales
A continuación se describe brevemente a los personajes principales de la obra:
- Caín C. Hargreaves (カイン・C・ハーグリーヴス?)

Es el antihéroe de la serie, el hijo nacido del resultado de un incesto. Su nombre proviene del nombre bíblico Caín —el hijo mayor de Adán y Eva—. Las únicas personas en que confiaba fueron su criado Riff y su media hermana Mary. Riff es la primera persona de su confianza y la única que le permite ver sus cicatrices provocadas por los maltratos de Alexis. Temía llegar a ser como su padre, ya que igual que él, Caín se había enamorado de una de sus medias hermanas.
- Riffael «Riff» Raffit (リフェール・ラフィット?)

Es el criado de Caín. Riff solía arreglar todo lo relacionado con la vestimenta de Caín, ya que Yuki consideró que sería «una forma de comunicación entre los dos, como la de padre e hijo». Sin embargo, secretamente era un miembro de Delilah debido al implante de una nueva personalidad por parte de Alexis, para causarle más sufrimiento a Caín. Había asesinado a su propia familia e intencionalmente falleció en un incendio; posteriormente fue resucitado por Delilah.
- Mary Weather Hargreaves (マリーウェザー･ハーグリーヴス?)

Es la media hermana de Caín y una de sus personas de mayor confianza. Después de que su madre se suicidara para protegerla, Mary pasa a vivir en las calles de Londres, hasta que Caín la adopta considerando que es su media hermana. Sin embargo, no tenía ningún parentesco con el protagonista, pero este la amaba de igual manera. A lo largo de la serie, a menudo su vida era amenazada. No obstante, no le gustaba refugiarse bajo el cuidado de Caín, pero lo aceptaba porque creía que aliviaba su sufrimiento.
- Jezabel Disraeli (ジザベル・ディズレーリ?)[n. 3]

Es el hijo ilegítimo de Alexis y el medio hermano de Caín. Jezabel es un médico que trabaja para la organización secreta de Alexis, Delilah. Cuando niño acostumbraba a cuidar a los animales hasta que un día fue engañado por su padre, quien le había dado de comer a sus ovejas mascotas con la intención de maltratarlo. Asimismo, Alexis había asesinado a sus hermanas mayores para trasplantar sus órganos al cuerpo enfermo Jezabel. Al enterarse de ello, Jezabel sentía que no era digno de ser amado. Así como Caín, su espalda tiene cicatrices de los azotazos que le daba Alexis, cicatrices que considera como «símbolos del amor de su padre». Desprecia la estrecha relación entre Caín y Riff, ya que cree que el amor incondicional no existe.
- Alexis Hargreaves (アレクシス・ハーグリーヴス?)

Es el padre de Caín y Jezabel. Un sagaz manipulador y «monstruosamente abusivo», Alexis culpaba a Caín de la muerte de Augusta, por lo que planeaba hacerle la vida imposible. También es el líder de la diabólica organización secreta Delilah. Mientras que Caín consideraba que Alexis había violado a Augusta, ésta en realidad fue quien lo sedujo. Después de la muerte de Augusta, Alexis le quita la cabeza antes de que fuera incinerada, ya Alexis quería utilizar las células extraídas de la cabeza para crear varios clones. No obstante, todos perecen, a excepción de uno, al cual Alexis preveía introducirle el alma de Augusta por medio de un ritual mágico. Las investigaciones de Alexis sobre la creación de un nuevo ser para poder revivir a su hermana dieron lugar a las «muñecas».

## Desarrollo y producción

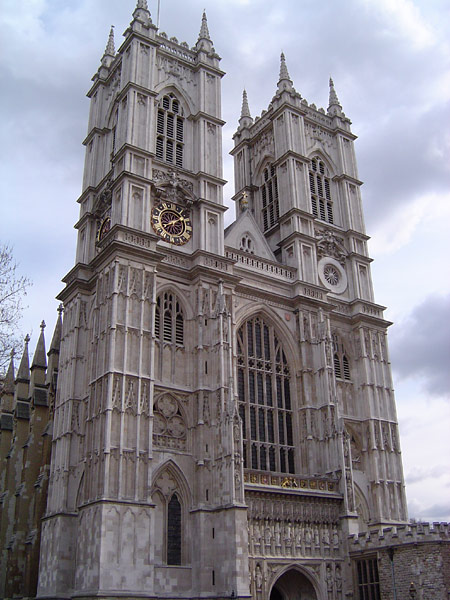
Yuki visitó la Abadía de Westminster mientras hacía investigaciones históricas para God Child.

Kaori Yuki escogió escribir una serie ambientada en Inglaterra durante el siglo XIX, en la Época victoriana, ya que le gustaba ver películas en torno a ese período. Después que había escrito los cinco volúmenes de La saga de Caín, la autora estaba segura de continuar con la obra. Cuando escribió el manga Angel Sanctuary y un capítulo de La saga de Caín, donde un hombre tenía cambios de personalidad sobre amar o asesinar, Yuki se convenció completamente de empezar God Child. Para dar comienzo a la secuela, Yuki realizó varias investigaciones históricas mientras viajaba por distintos lugares de Londres, entre ellos la Abadía de Westminster —en la imagen que se puede apreciar a la izquierda—, el Big Ben, la Torre de Londres, el Castillo de Windsor, el Museo Británico, el río Támesis y el Hyde Park.
Debido a la cantidad de años entre la última publicación de La saga de Caín y la primera de God Child, la mangaka aprovechó para incluir nuevos personajes y explicaciones breves sobre el primer volumen de la secuela. Asimismo, señaló que había utilizado un estilo diferente de dibujos en comparación con la serie anterior. Yuki creía que la historia original no era lo suficientemente clara, por lo que añadió páginas adicionales para aclarar algunos de los acontecimientos confusos. El resultado fue que el capítulo final de God Child constara de ocho páginas, más extenso de lo habitual. La autora sentía que el fin de la serie era «ambiguo» en cuanto a si Caín había sobrevivido al colapso de la torre donde se encontraba, ya que no aparecía sangre o una herida mortal. Al finalizar la obra, Yuki comentó que no tenía planes para otra continuación del manga o historias similares.

### Alusiones e influencias
El primer capítulo de God Child está inspirado en algunos elementos de Las aventuras de Alicia en el país de las maravillas de Lewis Carroll. Asimismo, el apellido de Caín, «Hargreaves», es una alusión al apellido de casada de Alice Liddell —amiga de infancia de Carroll—. Yuki también se basó en el poema La caza del Snark de Carroll para el nombre de la mascota de Jezabel cuando era niño, «Snark». Además, el título del tercer volumen de La saga de Caín, «Kafka», se refiere a Franz Kafka, y la primera línea de su novela corta, La metamorfosis, aparece al comienzo del volumen, razón por la que Yuki considera que «Kafka» es «el inicio de la serie».
Yuki comentó que es fanática de la serie de televisión Twin Peaks, por lo que «La Julieta olvidada» —el primer volumen— está influenciado por esa serie. La autora agregó que también fue influenciada por las películas occidentales, como Young Sherlock Holmes y A Room with a View. En general, Yuki consideró que The Rocky Horror Picture Show, Legend of Billy Jean, Gótico, Aliens, The Lost Boys y Torch Song Trilogy fueron unas de sus grandes influencias visuales.

## Contenido de la obra

### Manga
El manga de La saga de Caín comenzó a publicarse en 1992 por la editorial Hakusensha en la revista quincenal japonesa de manga shōjo Hana to Yume, hasta que llegó a su final en 1994 con cinco volúmenes. Más tarde, la autora escribió una secuela de ocho volúmenes llamada God Child, que se publicó entre 2001 y 2004 y dio un final definitivo a la serie, con trece volúmenes recopilados en tankōbon. Los cinco volúmenes de La saga de Caín, «La Julieta olvidada» (忘れられたジュリエット Wasurerareta Jurietto?), «La eclosión del joven» (少年の孵化する音 Shōnen no Fukasuru Oto?), «Kafka» (カフカ Kafuka?) y «La marca del cordero rojo» (赤い羊の刻印 Akai Hitsuji no Kokuin?) I y II fueron difundidos entre julio de 1992 y octubre de 1994. Por otro lado, los ocho volúmenes de God Child fueron difundidos entre noviembre de 2001 y enero de 2004. Más tarde, en diciembre de 2004 y enero de 2005, Hakusensha publicó los cinco volúmenes de La saga de Caín juntos en dos wideban respectivamente. Asimismo, en julio de 2009 la editorial japonesa volvió a publicar la serie en bunkoban, habiéndose generalizado cuatro volúmenes hasta enero de 2010.
La versión en español del manga fue publicada por la editorial Editores de Tebeos —antiguamente conocida como Ediciones Glénat— en España.

### CD drama
Existen dos series de CD drama sobre La saga de Caín; el primero, titulado «Hakushaku Kain Shiriizu: Kafuka» (伯爵カインシリーズ~カフカ?), fue publicado el 21 de abril de 1999 por Geneon Entertainment. El disco presenta narraciones de Hideo Ishikawa, Takehito Koyasu, Kyōko Hikami y música de Tomohiko Kira. El segundo, llamado «HCD Hakushaku Kain Shiriizu: Kirikizamareta Taberareta Miss Pudding no higeki» (HCD伯爵カインシリーズ「切り刻まれ食べられたミス•プディングの悲劇?), fue difundido el 17 de noviembre del mismo año, también por la compañía que publicó el primer CD. Este presenta, además, a los mismos seiyū del primer disco pero con la inclusión de Taeko Kawata y Junko Asami.

## Recepción
Diversas publicaciones de diferentes medios han servido para elogiar y criticar la serie. Manga Sanctuary calificó al primer volumen como «excelente», así como A. E. Sparrow de IGN describió la obra como «una maravillosa introducción al manga del género shōjo para los no experimentados en el tema», y consideró que tanto La saga de Caín como su secuela, God Child, podrían «atraer a un público muy amplio». Courtney Kraft —revisor de The Book Report— alabó «los detalles y la estética de la obra, así como el concepto de asesinatos misteriosos basados en cuentos infantiles». Sin embargo, Danielle Van Gorder de Mania Entertainment consideró que el arte «era mucho menos refinado que su trabajo posterior en Angel Sanctuary», y criticó la cantidad de tragedias que suceden en la serie.
La saga de Caín igualmente ha sido criticada por las escenas con «obras de arte mal organizadas», argumento confuso, personajes poco profundos y misterios predecibles. No obstante, la secuela de la obra ha sido más elogiada. Holly Ellingwood de Active Anime alabó las «fascinantes historias, el arte refinado [que] al revisar [es] la creación de la Época victoriana, y la atmósfera inquietante para un maravillosamente asesino». Deb Aoki de About.com comentó que había colocado God Child en su lista de lecturas recomendadas, añadiendo que tiene una «deslumbrante» obra de arte y «detalles excesivamente góticos». Robin Brenner —otro revisor de The Book Report— comentó que los diseños de los personajes eran «perfectos» para el ambiente de God Child. Asimismo, dos revisores señalaron que las diferencias en las ilustraciones de La saga de Caín y God Child eran muy notorias, ya que «habían evolucionado y mejorado desde la obra original».